# Софія Вільгельміна Саксен-Кобург-Заальфельдська
Софія Вільгельміна Саксен-Кобург-Заальфельдська (нім. Sophie Wilhelmine von Sachsen-Coburg-Saalfeld, 9 серпня 1693 — 4 грудня 1727) — принцеса Саксен-Кобург-Заальфельдська з Ернестинської лінії Веттінів, донька герцога Саксен-Кобург-Заальфельду Йоганна Ернста та графині Вальдек-Вільдунгенської Шарлотти Йоганни, перша дружина князя Шварцбург-Рудольштадту Фрідріха Антона.

## Біографія
Народилась 9 серпня 1693 року в Заальфельді. Була третьою дитиною та старшою донькою в родині герцога Саксен-Заальфельду Йоганна Ернста та його другої дружини Шарлотти Йоганни Вальдек-Вільдунгенської. Мала старших братів Вільгельма Фрідріха та Карла Ернста. Згодом сімейство поповнилося п'ятьма молодшими дітьми, з яких вижили брат Франц Йозіас і сестри Луїза Емілія та Генрієтта Альбертіна. Від першого шлюбу батька принцеса також мала єдинокровного брата Крістіана Ернста й сестер Шарлотту Вільгельміну та Крістіану Софію, яка за чотири роки пішла з життя.
Втратила матір у 5-річному віці. Батько більше не одружувався. У 1699 роців він успадкував Кобург, ставши герцогом Саксен-Кобург-Заальфельдським, а у 1712 році розширив свої володіння отримавши ще й Ремгільд і Темар.
Софія Вільгельміна у 26 роки стала дружиною 27-річного князя Шварцбург-Рудольштадту Фрідріха Антона. Весілля відбулося 8 лютого 1720 року в Заальфельді. Наречений отримав добру освіту, захоплювався поезією й сам писав вірші. Як правитель, державними справами практично не цікавився, переклавши відповідальність на канцлера фон Больвіца. 
Три роки потому зв'язок між династіями укріпив шлюб брата Софії Вільгельміни із сестрою Фрідріха Антона. Тісні відносини із набожним двором Рудольштадта сприяли поширенню та закріпленню пієтизму у Саксен-Кобург-Заальфельді.
У подружжя було троє дітей. У 1726 році відбулася пожежа у князівській резиденції Шварцбург, від якої сильно постраждала замкова церква, крило Лойтенберг та головна будівля замку.
4 грудня 1727 року княгиня померла у Рудольштадті. Була похована у замковій кірсі Шварцбургу. У 1940 році прах її та інших членів родини був перепохований у міській церкві Святого Андреаса в Рудольштадті.

## Родина
Чоловік  — Фрідріх Антон
Діти:

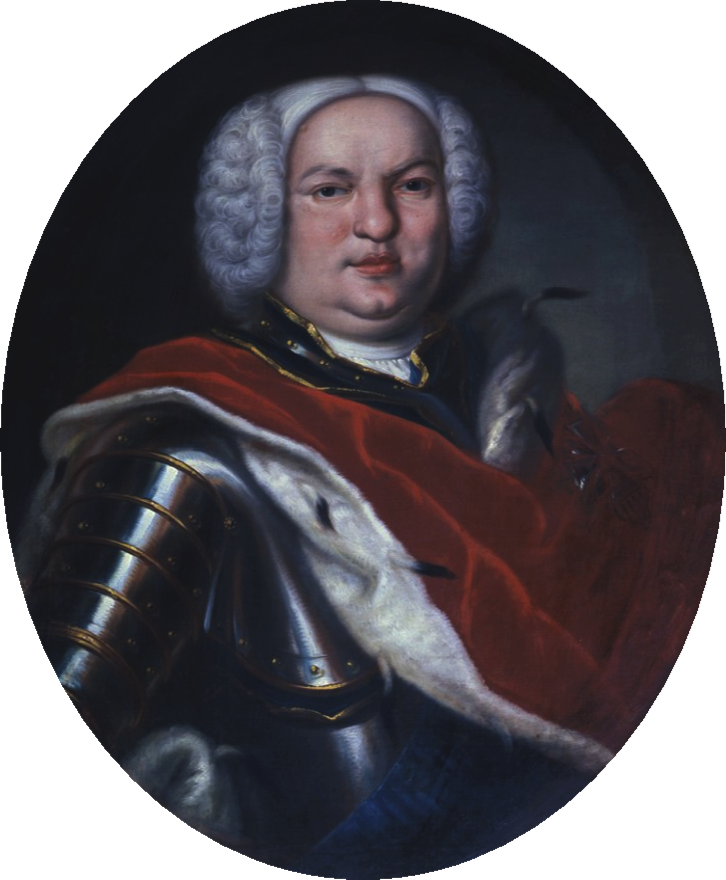
Портрет Фрідріха Антона пензля невідомого майстра

- Йоганн Фрідріх (1721—1767) — князь Шварцбург-Рудольштадта у 1744—1767 роках, був одружений із принцесою Бернардіною Крістіаною Софією Саксен-Веймар-Айзенаською, мав шестеро дітей, з яких вижили четверо доньок;
- Софія Вільгельміна (4 червня—13 вересня 1723) — прожила 3 місяці;
- Софія Альбертіна (1724—1799) — одружена не була, дітей не мала.